# Wielkoząbek brązowawy
Wielkoząbek brązowawy (Dacnomys millardi) – gatunek ssaka z podrodziny myszy (Murinae) w obrębie rodziny myszowatych (Muridae), występujący w Azji Południowej i Południowo-Wschodniej.

## Taksonomia
Rodzaj i gatunek po raz pierwszy zgodnie z zasadami nazewnictwa binominalnego opisał w 1916 roku brytyjski zoolog Oldfield Thomas, nadając im odpowiednio nazwy Dacnomys i Dacnomys millardi. Holotyp pochodził z Gopaldhary, na wysokości 3440 ft (1049 m), w pobliżu Dardżylingu, w Bengalu Zachodnim, w Indiach. Jedyny przedstawiciel rodzaju wielkoząbek (Dacnomys).
Pomimo rewizji wskazujących na pewną zmienność, nadal istnieje tylko jeden gatunek w obrębie Dacnomys, który znajduje się we własnej grupie Dacnomys i może być blisko spokrewniony z Niviventer. Jego pozycja w obrębie plemienia Rattini została potwierdzona w 2017 roku na podstawie analizy filogenetycznej. Wymaga rewizji taksonomicznej i może być podzielony na kilka gatunków. Autorzy Illustrated Checklist of the Mammals of the World uznają ten takson za gatunek monotypowy.

### Etymologia
- Dacnomys: gr. δακνω daknō „ugryźć”[13] ; μυς mus, μυος muos „mysz”[14].
- millardi: Walter Samuel Millard (1864–1962), brytyjski przedsiębiorca, przyrodnik, konserwatysta, sekretarz Bombay Natural History Society w latach 1906–1920[15].

## Występowanie
Wielkoząbek brązowawy jest znany tylko z kilku okazów, pochodzących z odległych lokalizacji na rozległym obszarze. Stwierdzono jego występowanie we wschodnim Nepalu, północno-wschodnich Indiach, południowej Chińskiej Republice Ludowej (w południowej i północno-wschodniej części Junnanu) i przyległych obszarach północnego Laosu i północno-zachodniego Wietnamu. Jest to górski gryzoń, spotykany od 1000 do 3000 m n.p.m. Żyje w tropikalnych i subtropikalnych lasach wiecznie zielonych, nie wiadomo czy potrafi przetrwać w zaburzonym środowisku.

## Morfologia
Opis według holotypu gatunku: jest to duży gryzoń o ciemnym ubarwieniu, z wyglądu podobny do szczura, ale wielkością dorównujący bandikotom. Długość ciała (bez ogona) 212–273 mm, długość ogona 287–333 mm, długość ucha 23–28 mm, długość tylnej stopy 47–56 mm; masa ciała 300 g. Futro grzbietu ma oliwkowobrązowy kolor, jest krótkie; boki są jaśniejsze, brzuch blady, brązowawy, bez wyraźnego rozgraniczenia od reszty ciała. Głowa jest bardziej szara, z brązowymi uszami. Podgardle, pachy i pachwiny są kremowe. Dłonie są brązowe do śródręcza, z białawymi palcami; stopy brązowe, jaśniejsze ku końcowi. Ogon jest długi, jednolicie ciemnobrązowy. Siekacze są podobne do szczurzych, ale zęby trzonowe są bardzo duże, szerokie i masywne, rozmiarem prawie dorównują trzonowcom wielkofutrzaka (Lenomys). Samica ma cztery pary sutków.

## Populacja
Nie wiadomo, jak liczny jest wielkoząbek brązowawy ani czy występuje w obszarach chronionych. W Azji Południowej głównym zagrożeniem jest dla niego wylesianie. Mogą zagrażać mu także ludzie, tępiący gryzonie w związku z obawami przed nadmiernym rozrostem ich populacji. Międzynarodowa Unia Ochrony Przyrody uznała, że na razie brak jest danych do przydzielenia gatunku do konkretnej kategorii zagrożenia i potrzebne są dalsze prace. Indyjska ustawa o ochronie przyrody z 1972 roku zalicza go do szkodników.